# Royères
Royères est une commune française située dans le département de la Haute-Vienne, en région Nouvelle-Aquitaine.

## Géographie

### Localisation

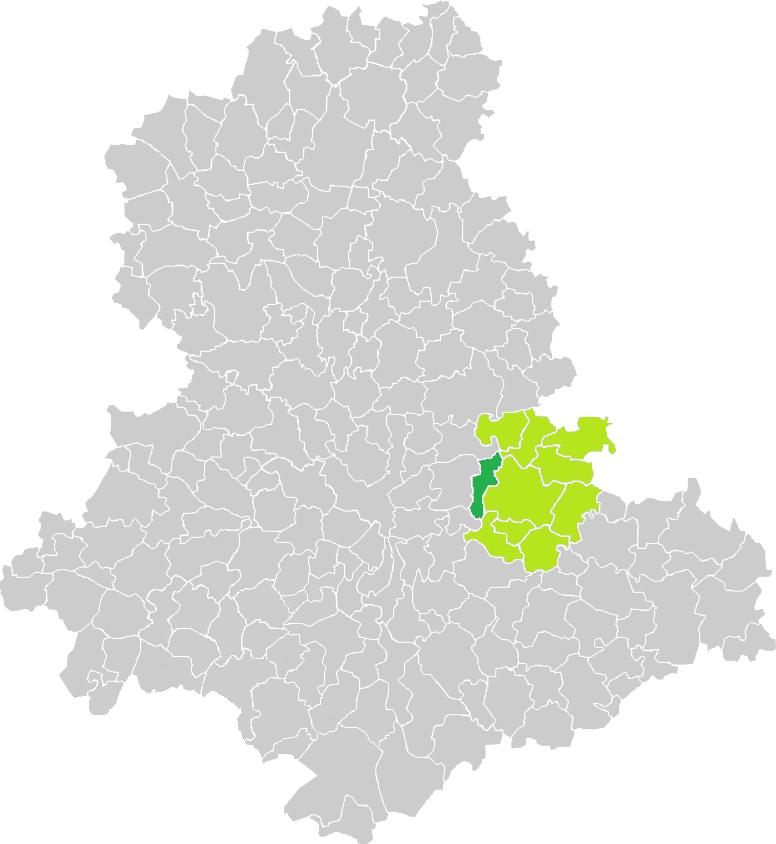
Situation de la commune de Royères en Haute-Vienne.

La commune est traversée par le cours d'eau de la Vienne. Le bourg de Royères est située à 7 km de Saint-Léonard-de-Noblat et à 15 km de Limoges. La commune est desservie par la gare de Brignac située à environ 1 km du bourg, dans la vallée de la Vienne, sur la ligne de Limoges-Bénédictins à Ussel. Le bourg est situé à 14 km de l'échangeur no 34 de l'A20.

### Communes limitrophes
Les communes limitrophes sont Le Châtenet-en-Dognon, Aureil, La Geneytouse, Saint-Just-le-Martel, Saint-Léonard-de-Noblat et Saint-Priest-Taurion.
|                      | Saint-Priest-Taurion | Le Châtenet-en-Dognon   |
| Saint-Just-le-Martel | Royères              | Saint-Léonard-de-Noblat |
|                      | Aureil               | La Geneytouse           |

### Climat
Pour des articles plus généraux, voir Climat de la Nouvelle-Aquitaine et Climat de la Haute-Vienne.
Historiquement, la commune est exposée à un climat océanique limousin.  
En 2020, Météo-France publie une typologie des climats de la France métropolitaine dans laquelle la commune est dans une zone de transition entre le climat océanique altéré et le climat de montagne et est dans la région climatique  Ouest et nord-ouest du Massif Central, caractérisée par une pluviométrie annuelle de 900 à 1 500 mm, maximale en automne et en hiver.
Pour la période 1971-2000, la température annuelle moyenne est de 11,2 °C, avec une amplitude thermique annuelle de 14,9 °C. Le cumul annuel moyen de précipitations est de 1 064 mm, avec 13,1 jours de précipitations en janvier et 8 jours en juillet. Pour la période 1991-2020, la température moyenne annuelle observée sur la station météorologique la plus proche, située sur la commune de Limoges à 14,02 km à vol d'oiseau, est de 11,8 °C et le cumul annuel moyen de précipitations est de 1 018,0 mm,. Pour l'avenir, les paramètres climatiques de la commune estimés pour 2050 selon différents scénarios d’émission de gaz à effet de serre sont consultables sur un site dédié publié par Météo-France en novembre 2022.

## Urbanisme

### Typologie
Au 1er janvier 2024, Royères est catégorisée commune rurale à habitat dispersé, selon la nouvelle grille communale de densité à sept niveaux définie par l'Insee en 2022.
Elle est située hors unité urbaine. Par ailleurs la commune fait partie de l'aire d'attraction de Limoges, dont elle est une commune de la couronne,. Cette aire, qui regroupe 127 communes, est catégorisée dans les aires de 200 000 à moins de 700 000 habitants,.

### Occupation des sols

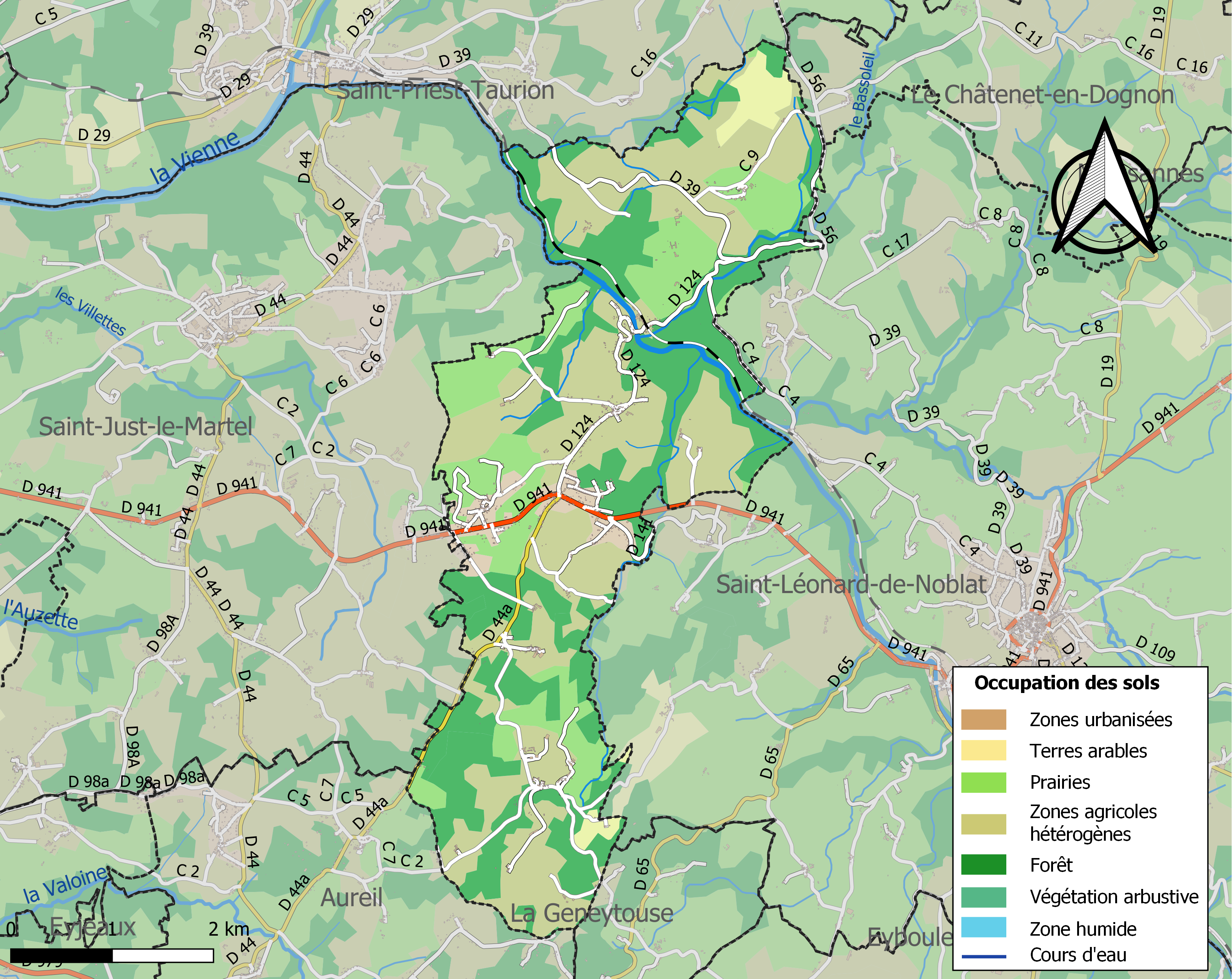
Carte des infrastructures et de l'occupation des sols de la commune en 2018 (CLC).

L'occupation des sols de la commune, telle qu'elle ressort de la base de données européenne d’occupation biophysique des sols Corine Land Cover (CLC), est marquée par l'importance des territoires agricoles (61,3 % en 2018), en diminution par rapport à 1990 (63,8 %). La répartition détaillée en 2018 est la suivante : 
zones agricoles hétérogènes (41,1 %), forêts (35,2 %), prairies (17,7 %), zones urbanisées (3,6 %), terres arables (2,4 %). L'évolution de l’occupation des sols de la commune et de ses infrastructures peut être observée sur les différentes représentations cartographiques du territoire : la carte de Cassini (XVIIIe siècle), la carte d'état-major (1820-1866) et les cartes ou photos aériennes de l'IGN pour la période actuelle (1950 à aujourd'hui).

### Risques majeurs
Le territoire de la commune de Royères est vulnérable à différents aléas naturels : météorologiques (tempête, orage, neige, grand froid, canicule ou sécheresse) et séisme (sismicité faible). Il est également exposé à deux risques technologiques,  le transport de matières dangereuses et la rupture d'un barrage, et à un risque particulier : le risque de radon. Un site publié par le BRGM permet d'évaluer simplement et rapidement les risques d'un bien localisé soit par son adresse soit par le numéro de sa parcelle.

#### Risques naturels

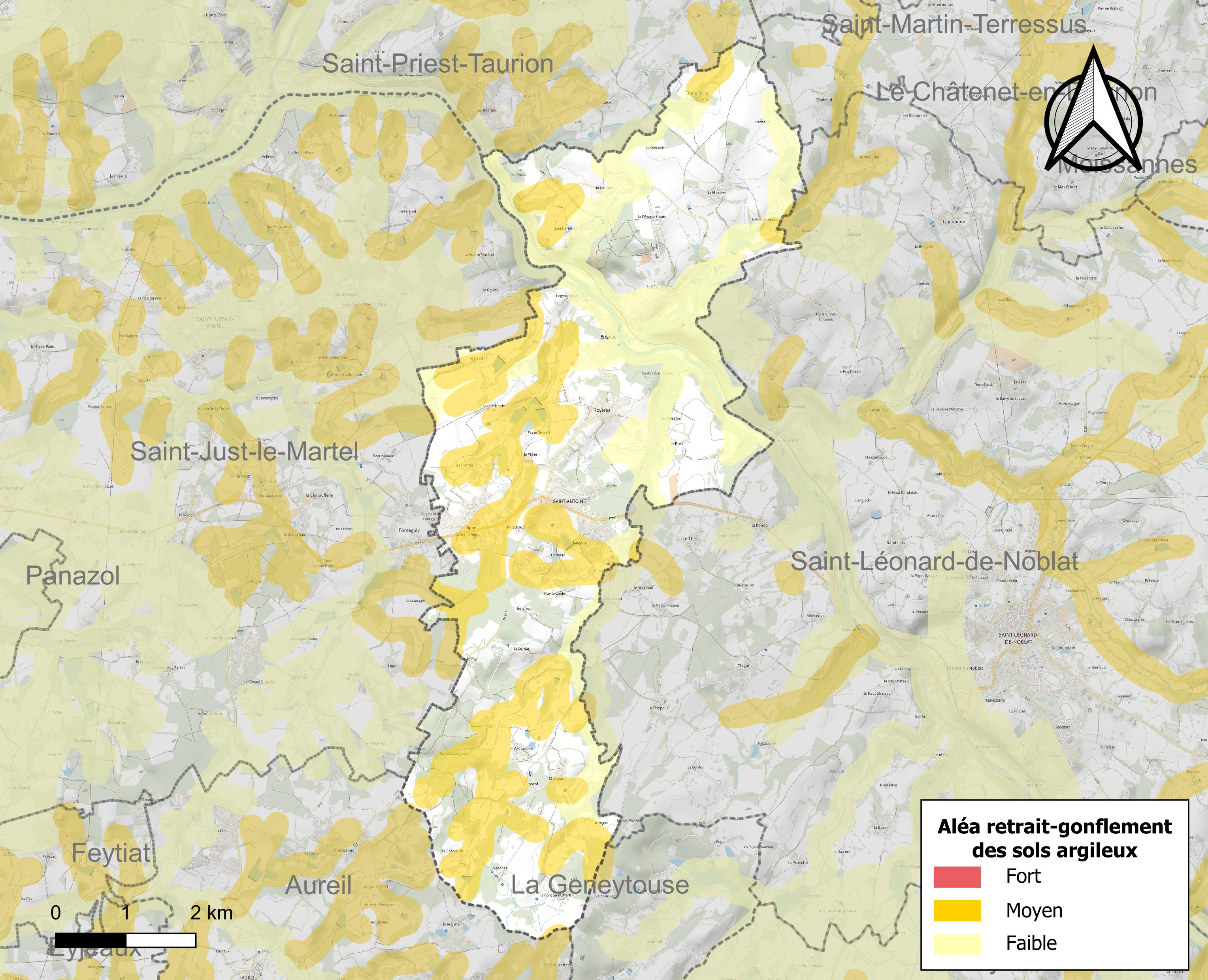
Carte des zones d'aléa retrait-gonflement des sols argileux de Royères.

Le retrait-gonflement des sols argileux est susceptible d'engendrer des dommages importants aux bâtiments en cas d’alternance de périodes de sécheresse et de pluie. 28,2 % de la superficie communale est en aléa moyen ou fort (27 % au niveau départemental et 48,5 % au niveau national métropolitain). Depuis le 1er octobre 2020, en application de la loi ÉLAN, différentes contraintes s'imposent aux vendeurs, maîtres d'ouvrages ou constructeurs de biens situés dans une zone classée en aléa moyen ou fort,.
La commune a été reconnue en état de catastrophe naturelle au titre des dommages causés par les inondations et coulées de boue survenues en 1982, 1993 et 1999 et par des mouvements de terrain en 1999.

#### Risque technologique
La commune est en outre située en aval du barrage de Vassivière, un ouvrage de classe A situé dans le département de la Creuse, sur la Maulde. À ce titre elle est susceptible d’être touchée par l’onde de submersion consécutive à la rupture de cet ouvrage.

#### Risque particulier
Dans plusieurs parties du territoire national, le radon, accumulé dans certains logements ou autres locaux, peut constituer une source significative d’exposition de la population aux rayonnements ionisants. Selon la classification de 2018, la commune de Royères est classée en zone 3, à savoir zone à potentiel radon significatif.

## Toponymie
Durant la Révolution, la commune porte le nom de Royères-la-Montagne.
En occitan, le nom de la commune est Roiera (prononcé "Rouyéro").
Royères doit son nom au royer, autrement dit le chêne rouvre. La feuille de cet arbre est devenue son emblème.

## Histoire
Placée sous le patronage de la Vierge, l'église est aussi dédiée, et c'est rare en Limousin, à Thomas Becket.
En septembre 1913, Raymond Poincaré, fait étape à Royères Le prétexte de cette parade qui dura au total une semaine (jusqu'au 15 septembre 1913) ? La promotion du tourisme : le président ayant été invité par la Fédération des syndicats d'initiative du Centre, représentée localement par Charles Lamy, par ailleurs président de la chambre de commerce et candidat malheureux face à Léon Betoulle aux municipales de 1906. Mais, à l'époque, Raymond Poincaré semble plutôt chercher à asseoir sa popularité dans le climat tendu d'avant-guerre, où s'opposent nationalistes et pacifistes.
Fin juin 2007, une peinture murale a été découverte dans l'église de la commune, derrière la chaire ainsi que sur la voûte. Elle est maintenant accessible au public et a été rénovée.[réf. nécessaire]

## Politique et administration
| Période                                  | Période                   | Identité                  | Étiquette | Qualité                       |
| ---------------------------------------- | ------------------------- | ------------------------- | --------- | ----------------------------- |
| Les données manquantes sont à compléter. |                           |                           |           |                               |
| mars 1965                                | mars 1989                 | Raymond Saulnier          |           | Instituteur                   |
| mars 2001                                | mars 2014                 | Martine Tandeau-de-Marsac |           |                               |
| mars 2014                                | En cours (au 25 mai 2020) | Franck Letoux             |           | Cadre de la fonction publique |

### Jumelage
Les communes de Royères, La Geneytouse, d’Eybouleuf et de Saint-Denis-des-Murs réunies au sein de l’association de jumelage « Noblat Aigues vives », viennent de signer, le 14 août 2014, un serment de jumelage avec Sant'Agata sul Santerno, une commune italienne d’Émilie-Romagne.

## Démographie
L'évolution du nombre d'habitants est connue à travers les recensements de la population effectués dans la commune depuis 1793. Pour les communes de moins de 10 000 habitants, une enquête de recensement portant sur toute la population est réalisée tous les cinq ans, les populations de référence des années intermédiaires étant quant à elles estimées par interpolation ou extrapolation. Pour la commune, le premier recensement exhaustif entrant dans le cadre du nouveau dispositif a été réalisé en 2006.

En 2022, la commune comptait 942 habitants, en évolution de +5,96 % par rapport à 2016 (Haute-Vienne : −0,68 %, France hors Mayotte : +2,11 %).
| 1793 | 1800 | 1806 | 1821 | 1831 | 1836 | 1841 | 1846 | 1851 |
| ---- | ---- | ---- | ---- | ---- | ---- | ---- | ---- | ---- |
| 525  | 562  | 484  | 531  | 517  | 570  | 531  | 574  | 563  |

| 1856 | 1861 | 1866 | 1872 | 1876 | 1881 | 1886 | 1891 | 1896 |
| ---- | ---- | ---- | ---- | ---- | ---- | ---- | ---- | ---- |
| 589  | 599  | 592  | 562  | 590  | 615  | 632  | 647  | 608  |

| 1901 | 1906 | 1911 | 1921 | 1926 | 1931 | 1936 | 1946 | 1954 |
| ---- | ---- | ---- | ---- | ---- | ---- | ---- | ---- | ---- |
| 677  | 666  | 649  | 606  | 591  | 616  | 586  | 519  | 523  |

| 1962 | 1968 | 1975 | 1982 | 1990 | 1999 | 2006 | 2011 | 2016 |
| ---- | ---- | ---- | ---- | ---- | ---- | ---- | ---- | ---- |
| 604  | 546  | 576  | 779  | 855  | 795  | 819  | 822  | 889  |

| 2021 | 2022 | - | - | - | - | - | - | - |
| ---- | ---- | - | - | - | - | - | - | - |
| 946  | 942  | - | - | - | - | - | - | - |

## Lieux et monuments
- Moulin à farine[28] ;
- Église de la Nativité-de-la-Vierge de Royères. L'édifice a été inscrit au titre des monuments historique en 1992[29].
- Château de Brignac, qui fut la propriété de la famille de Villoutreys de Brignac au XVIIIe siècle. Le château aux deux visages présente une architecture remarquable : l'aile ouest dite aile des Tours est du XVe siècle, l'aile au midi fut construite à partir de 1786 sur un plan d’ordonnance classique. Une orangerie et un bassin de la même époque agrémentent le parc. La chapelle est du XIXe siècle. Les Villoutreys de Brignac le cèdent au célèbre financier Naurissard. Cet homme d'affaires était aussi propriétaire d'un hôtel particulier conçu par l'architecte Brousseau et qui abrite aujourd'hui les bureaux de la Banque de France, boulevard Carnot à Limoges. Depuis 1824, le château est la propriété de la famille Tandeau de Marsac. Propriété privée visible depuis la route ;
- La Papeterie à « Lageas Basse ». Fondée au XVIIe, elle a cessé son activité en 1911. La minoterie de Brignac a fait du papier paille, utilisé pour l'emballage sa spécialité. Elle a fermé ses portes en 1936.

## Personnalités liées à la commune
- Bernard Gui né Bernard Guidoni (1261-1331), dominicain y est né ;